# Batman: Arkham Origins
Batman: Arkham Origins este un joc video de tip acțiune-aventură, apărut în 2013, el fiind dezvoltat de Warner Bros. Games Montréal și lansat de către Warner Bros. Interactive Entertainment  pentru  următoarele console de jocuri video: Playstation 3, Wii U și Xbox 360, cât și pentru PC: Microsoft Windows.  Bazat pe super-eroul companiei DC Comics, Batman, acest joc este succesorul celui apărut în 2011, respectiv Batman: Arkham City, el fiind al treilea  joc din seria Batman: Arkham. Lansarea mondială a avut loc pe data de 25 octombrie 2013.
Arkham Origins s-a dezvoltat departe de creatorii seriei, cei de la Rocksteady Studios, povestea jocului fiind redactată de scenariștii Corey May și Dooma Wendschuh. Acțiunea din interiorul poveștii jocului este situată din punct de vedere cronologic cu cinci ani înainte de jocul care a apărut în 2009, Batman: Arkham Asylum, având drept protagonist un Batman mai tânăr și mult mai necizelat, care are o recompensă pusă pe capul lui de către Black Mask, un lord al crimei, care astfel atrage opt dintre cei mai buni asasini ai lumii în orașul Gotham, în ajunul Crăciunului. Ticăloși ca și Joker și Anarky vor profita de acest haos pentru a-și împlini propriile acțiuni nefaste în timp ce poliția din Gotham încearcă să-l aresteze pe Batman. Jocul are o perspectivă third-person concentrându-se în principal asupra abilităților de luptă și de stealth ale lui Batman, asupra abilităților sale de detectiv și asupra dispozitivelor sale care pot fi folosite atât în luptă cât și în explorare.
Arkham Origins este primul joc din serie care să conțină opțiunea de multiplayer.
Deși jocul a fost apreciat în general de cei care au scris articole despre el, a fost de asemenea extrem de criticat pe motivul că a copiat conținutul jocurilor din seria Arkham care au apărut anterior fără să-l îmbunătățească și pentru că l-au modificat în anumite locuri fără să fie necesar. Un alt joc legat de acest titlu este Batman: Arkham Origins Blackgate, care a fost lansat odată cu Arkham Origins, acesta fiind pentru Nintendo 3DS și Playstation Vita. Un joc cu același nume a fost lansat în octombrie 2013 pentru platformele de Android și iOS.

## Gameplay
Arkham Origins este un joc de tip acțiune-aventură care conține un open world, el incorporând elemente ale jocurilor stealth. Batman își folosește mantia pentru a plana în interiorul orașului Gotham, putând folosi și pistolul său special care conține o gheară ca să se prindă de marginile clădirilor îndepărtate, astfel mărind timpul său de zbor. Câteva dispozitive obținute în jocurile precedente din seria Arkham sunt disponibile de la început aici, în timp ce altele vor deveni accesibile după parcurgerea unor anumite etape ale jocului. Dispozitive care pot fi folosite din nou și aici includ: decodorul criptografic, care este folosit pentru deblocarea unor uși care sunt închise cu ajutorul unor panouri de securitate (respectiv, decodorul află parolele acelor panouri); Batclaw-ul care reprezintă dispozitivul principal de prindere și escaladare al lui Batman, el fiind folosit în legătură cu diferite suprafețe; Batarang-ul, o armă care se aruncă, ea fiind asemănătoare unui shuriken; Batarang-ul cu telecomandă, o alternativă controlată prin telecomandă a Batarang-ului simplu; gelul explozibil, care este utilizat cu scopul de a distruge pereții surpați ai clădirilor și de a imobiliza inamicii; biluțele cu fum, folosite pentru anumite intrări și ieșiri din cadrele de acțiune prin maniera stealth; Întrerupătorul (cu unde de șoc), care poate cu ajutorul telecomenzii să transforme armele de foc și minele explozibile în obiecte inutilizabile; și Acceleratorul Grapnel care accelerează viteza de retractare a frânghiei de prindere, el fiind o versiune folosită înaintea lui Grapnel Boost. Noi dispozitive ale centurii cu utilități a lui Batman sunt: cârligul cu telecomandă, care îi permite lui Batman să țintească două obiecte (numai obiectele cu care poți interacționa în interiorul jocului) din apropierea lui determinând ciocnirea acestora, folosind același principiu și asupra inamicilor săi (ex: inamic+inamic, ori un obiect cu un inamic). Acest dispozitiv poate fi folosit de asemenea pentru a crea o coardă care se va prinde de două inele de metal, pe care Batman va trebui să o traverseze; mânușile cu șoc electric, care îl ajută pe Batman să pareze atacurile electrice, putând imobiliza foarte rapid inamicii, reușind de asemenea să îi amețească pe cei care folosesc scutul pentru a-i bloca atacurile fizice cât și scurtcircuitarea unor obiecte din mediul ambiant pentru a le activa; și nu în cele din urmă detonatorul unei bile cu undă de șoc, care este capabil să amețească grupuri mai mari de inamici.